# Gorman, Texas
Gorman är en ort i Eastland County i den amerikanska delstaten Texas med en yta av 4,3 km² och en folkmängd som uppgår till 1 236 invånare (2000).

## Kända personer från Gorman
- Ben Barnes, politiker, viceguvernör i Texas 1969-1973